# THE MAGNIFICENT SATURDAY
『THE MAGNIFICENT SATURDAY』（ザ・マグニフィセント・サタデー）は、FM COCOLOで2010年4月10日から2015年3月28日まで放送されていたラジオ番組である。

## 概要
スポーツやトラベル、エンタテインメントなど、週末に向けた情報などを盛り込んだ音楽番組。
2015年3月28日をもって終了。同年4月4日より時間帯を変更し、後続番組『SATURDAY MAGNIFICENT CAMP』を開始した。DJを務めていた加美幸伸は同番組に続役した。

## 放送時間
- 土曜日 7:00 - 13:00（2010年4月10日 - 2013年3月30日）
- 土曜日 10:00 - 14:00（2013年4月6日 - 2015年3月28日）

## DJ
- 加美幸伸

## コーナー
DO!SPORTS
大阪ガス提供。「観る！する！」の両面からスポーツの魅力に迫る。
WEEKEND PASSPORT
当番組開始前に単独番組として放送されていたが、当番組開始後は1コーナーに移行。トラベル情報を紹介する。
MAGIC OF BORNEO
マレーシア・ボルネオ・サバ州政府観光局提供。